# Szúrja
Szúrja (dévanágari: सूर्य IAST: Sūrya) a napisten a hinduizmus istenei között. A védákban a legfontosabb istennek számított, apja Djausz, vagy Indra a vihar és a harc istene. Arany színű hajával és fénylő karjaival áll szekerén, amelyet hét ló húz. Lótuszvirágot tart kezében, miközben megállás nélkül körbejárja a földet, hogy fényt és világosságot árasszon a világban. Néha vörösre festett testtel ábrázolják.
Anyja Aditi anyaistennő. A védikus időkben Indrával, és testvérével Agnival, a tűz istenével korai trimúrtit (istenhármast) alkotott. A legfőbb áditja, az élet és a hő forrása. Később Visnu vette át a szerepét. Létezik olyan mítosz is, amelyben Purusa, az ősóriás szeméből szökött elő, ezért Szúrja maga a szem, amely tekintetével átfogja a világmindenséget.
Egy mítosz szerint felesége, Szandnya megszökött tőle, mivel férje forróságát képtelen volt elviselni. Szúrja a keresésére indult, egy mezőn akadt rá, hol az kanca alakjában legelt. Szúrja a mezőn magáévá tette, így fogantak Révanta a harcos, és a két Asvin testvér, a hajnal hírnökei. Hogy Szandnya megmaradjon mellette, Szúrja levetette lángoló sugarainak egy részét, ezekből az istenek fegyvereket kovácsoltak.
A Brahma-purána a „legfelsőbb szellemnek” nevezi, amely az istenek és emberek lelkébe lát, alakját a tizenkét legfontosabb isten szentenciájaként tiszteli.
A hívők hozzá intézik a napi meditációjukat segítő kötelező, legfontosabb mantrát, a Gájatri-mantrát, amelyet naponta háromszor recitálnak, ennek elhagyása  hitük szerint az isten meggyilkolásával lenne egyenlő. Annak ellenére, hogy mekkora jelentőséggel bír, meglehetősen kevés templomot állítottak számára. A leghíresebb a konáraki naptemplom, amely már a 17. század óta nem tölt be szakrális funkciót.
A hindu asztrológia zodiákus rendszerében Szúrja egyike a kilenc mennyei háznak (Navagraha). 
Főbb fesztiválok és zarándoklatok Szúrja tiszteletére: Makar Szankránti, Pongál, Ratha Szapthámi, Csath Pudzsa és Kumbh mela.

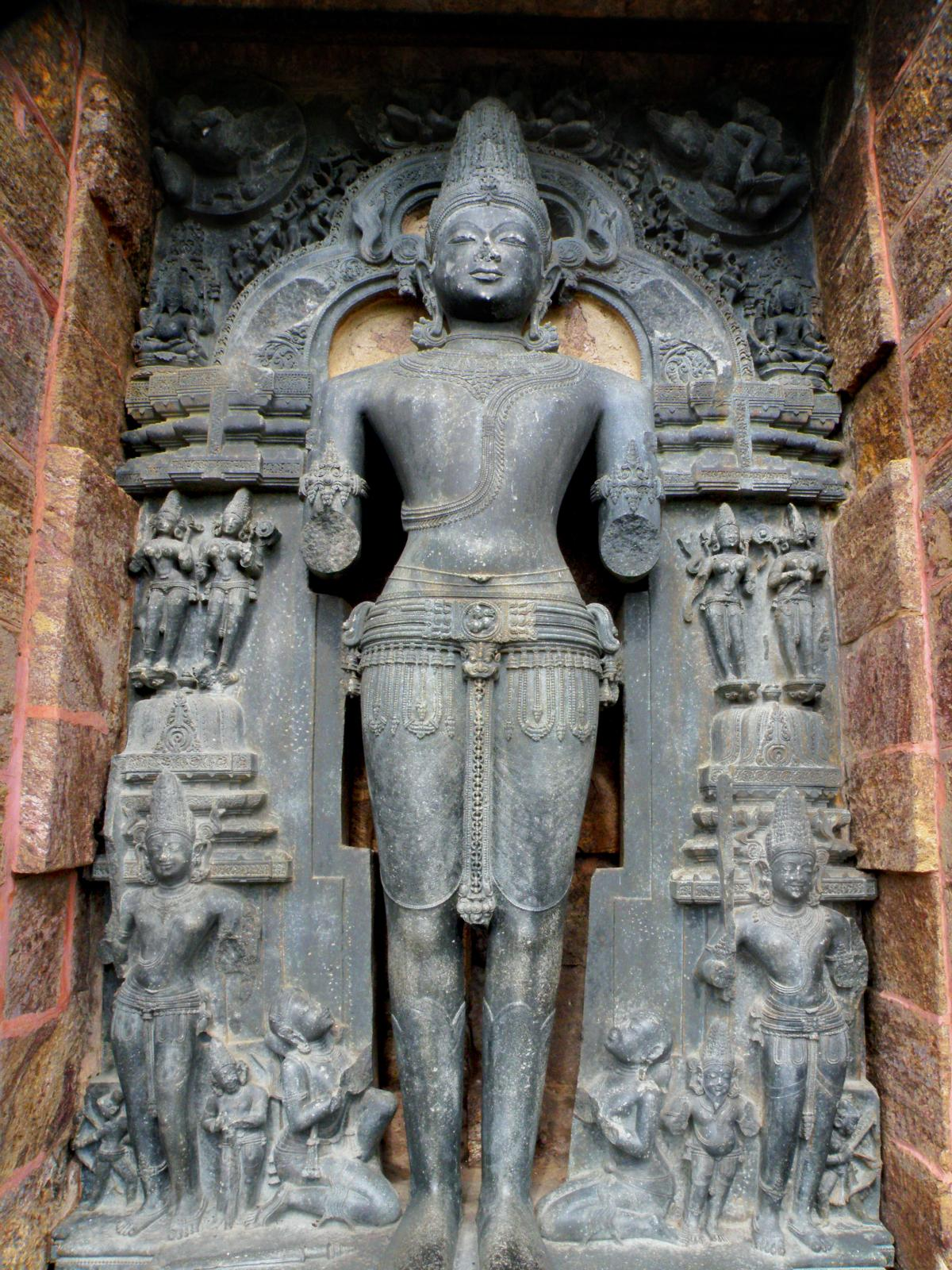
Szúrja szobra a konáraki naptemplomban
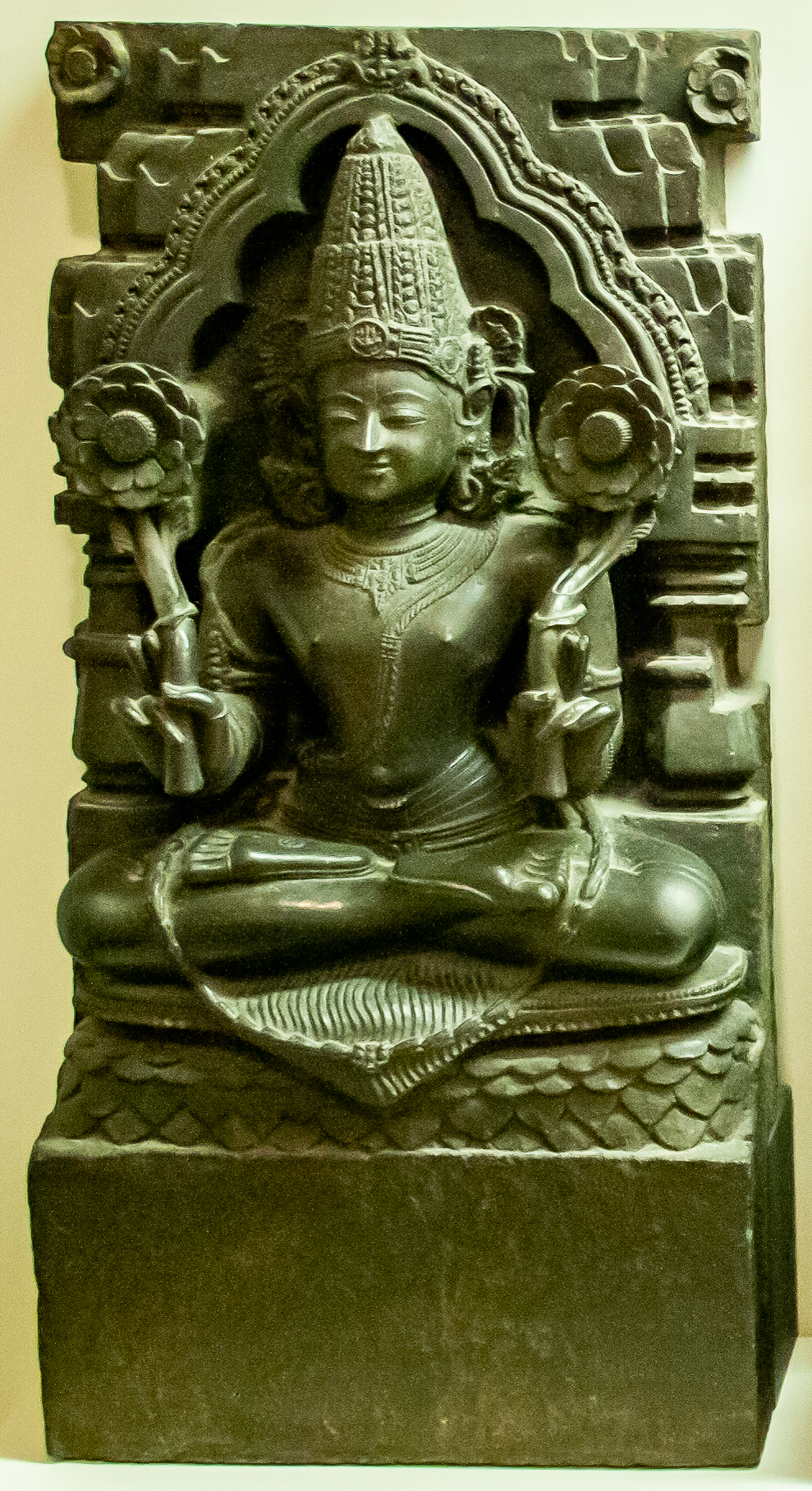
Szúrja domborműve ugyancsak a konaraki naptemplomból, két lótuszvirággal. Az egyik kapuzat felett lehetett (British Museum)